# ジャン・アンリ・ファーブル
ジャン=アンリ・カジミール・ファーブル（フランス語: Jean-Henri Casimir Fabre、1823年12月21日 - 1915年10月11日）は、フランスの博物学者であり、また教科書作家、学校教師、詩人としても業績を遺した。昆虫の行動研究の先駆者であり、研究成果をまとめた『昆虫記』で有名である。同時に作曲活動をし、プロヴァンス語文芸復興の詩人としても知られる。

## 概説
1823年12月21日、南フランスのアヴェロン県にある寒村サン・レオンに生まれ、3歳のとき山村にある祖父母の元に預けられ、大自然に囲まれて育った。7歳の時祖父母のいるマラヴァルから呼び戻され、父母と弟のフレデリックの4人で暮らせる様になり、小学校に入学した。父の家業が失敗し、14歳で学校を中退するが、師範学校を出て中学の教師になり、物理学、化学の普及書を著した。コルシカ島、アヴィニョンを経てセリニアン（セリニャン・デュ・コンタ）で暮らし、様々な昆虫の観察を行い、それらをまとめて発表したのが『昆虫記』である。
ファーブルが生きていた当時、代表作である「昆虫記」がノーベル文学賞の候補に上がるなど文学者としては評価されていた。その反面、博物学者としての彼の業績は祖国フランスではあまり理解されなかった。しかしファーブルの開拓した行動学的研究は、その後フランスよりもカール・フォン・フリッシュやコンラート・ローレンツのようなドイツ語圏、あるいはニコ・ティンバーゲンのようなオランダ語圏の研究者に継承されて発展を遂げることになった。また、古くからの昆虫愛好文化をもつ日本でも読まれ、昆虫学の普及に役立った。

## 経歴

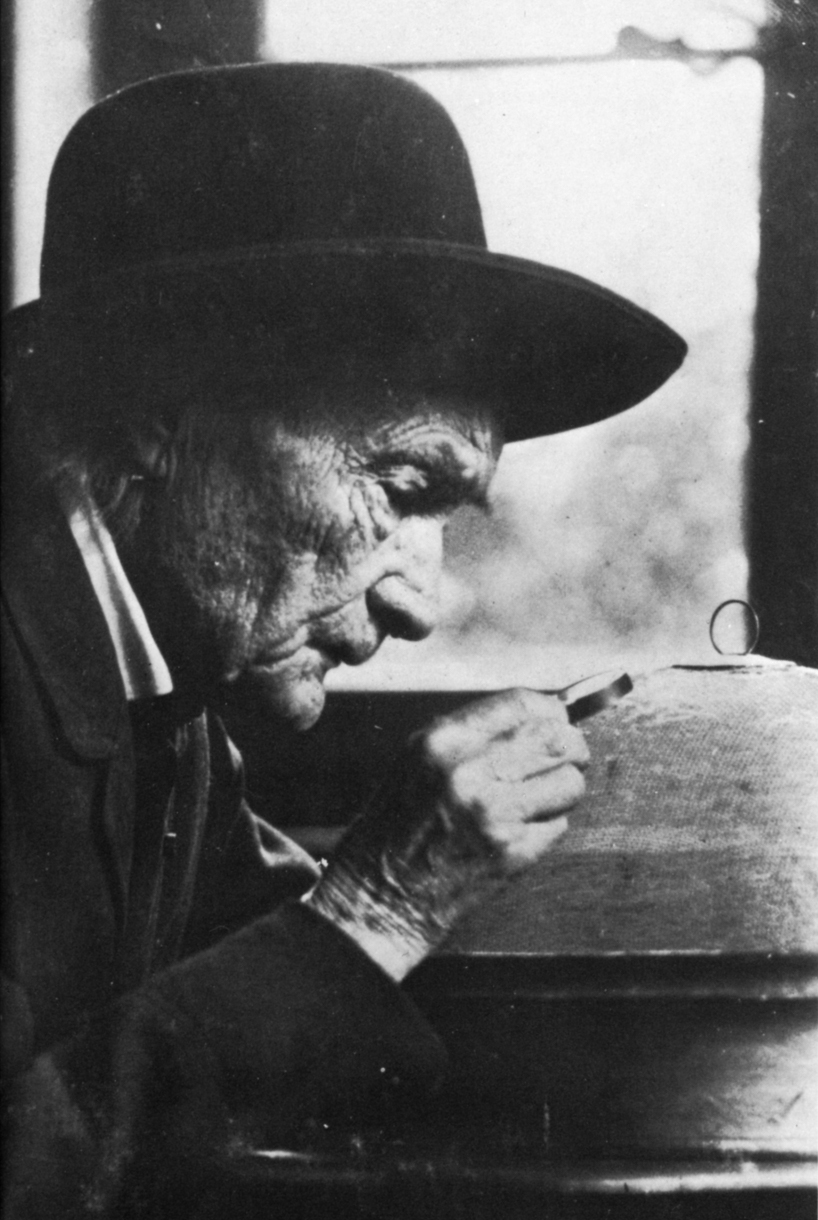
ナダールの撮影によるアンリ・ファーブル

ファーブルは、ギリシア、ローマ、パレスチナ、サラセンの文化に培われたプロヴァンスの地に生涯を送った

### サン・レオン － トゥールーズ － モンペリエ
ファーブルの父方の祖父は、羊飼いや小作人を抱えたそれなりの経営規模の自作農であったが、そこから自立して農場を離れた父のアントワーヌ・ファーブルは定職に就けず、様々な手伝い仕事を転々とした。母のヴィクトワール・ジョルゲは、大規模な自作農であった妻の実家サルグ家に経済的援助をあおぎ、妻の婦人用皮手袋作りの内職で生計を立てるなど一家の生活は貧しかった。サン・レオンの家で生まれた。ファーブルは4歳から7歳までの間、弟のフレデリックの育児や母の内職を妨げないために、20km程離れた父の郷里マラヴァルの祖父の家に預けられた。自然豊かな環境で育ったことが、その後の人生に影響を与えたと言われている。7歳になって、学校に行くためにサン・レオンの父の家に戻り、フランス語の読み書きを身に付けた。
1833年、ファーブルが10歳の時に一家はサン・レオンを離れ、アヴェロン県の県庁所在地ロデズに出てカフェを開業した。依然一家は貧しかったが、両親が教育には理解があったこと、王立中学校の礼拝堂で司祭のミサを手助けして聖歌隊の役を務めることを条件に学費が免除されたこともあって中学校に進学、ラテン語とギリシア語で優秀な成績を修めた。しかし接客の下手な両親のカフェ経営は失敗し、1年足らずで店を畳んでロデズを離れることとなった。父はその後オーヴェルニュ、トゥールーズ、モンペリエと各地を転々としながらカフェを開いては失敗を重ねていった。ファーブルは父の開店先の一つであったトゥルーズのエスキーユ神学校で再び授業料免除の入学を認められて、中学2年に相当する第5学級を終えたが、15歳で一家は離散状態となり、肉体労働で糊口を凌ぎながら独学で学問を続けることとなる。

### アヴィニョン － カルパントラ － コルシカ
1840年にファーブルはアヴィニョンに滞在していた時に、そこの師範学校で学生を募集していることを知り、入学試験を受け首位で合格する。3年後には師範学校を首席で卒業、1842年の春、小学校上級教員免状を取得した。その後、もう一段上の仕事へ付くために、独学で数学と物理、化学をも習得した。しかし、こんな間にも昆虫のことは頭から離れなかった。
カルパントラのビクトル・ユーゴー学院で数学と物理学の教師になり、1844年、21歳で同じ学院の教師である2歳年上のマリー・セザリーヌ・ヴィアーヌと結婚する。両親はこの結婚に酷く反対した。この時期に最初の娘と息子を儲けるも、幼いうちに亡くしている。その後コルシカ島の大学に進み数学を研究しながらも、昆虫学に傾倒していく。

#### アヴィニョン: 公教育と教育外教育 独立のきざし
いまや確実な知識を携えたファーブルは、自分の進むべき分野を決めた。科学においては昆虫の行動学、つまり虫の習性の研究に情熱を傾けたが、また優れた教育者としての研鑚も同じ程に続けられていった。アヴィニョンのリセで、物理化学の教師として18年間(1853-1871)教師を勤めたファーブルは、こうして多くの学識経験を積み重ねていった。
ファーブルはアヴィニョンに任命されたことを喜んだ。それは郊外のロベルティの農家に両親や弟が住んでいたからでもあった。両親はやっとそこで落ち着いた生活を20年間送った。しかし何にもまして大きな喜びは、アヴィニョンという地中海的な動植物の豊かな生息地に立ったことである。振り返って見ると、ファーブルの経てきた道のりは常に雄大なヴァントゥ山が見える光り溢れた場所への回帰のためであったことが分かる。
アヴィニョン滞在の2年目に、ファーブルはモキャン・タンドンの忠告に応えて、きっぱりと数学教授資格の受験を放棄して、自然科学の道を選ぶと自然理学士号試験に臨んだ。1854年8月1日、彼は弟に手紙を書き送っている。《トゥールーズから今戻ってきたところだ。今度の試験は今までのうちで最高の出来であった。学士として承認され、審査委員から身に余る賛辞を受け、試験費用は免除された。試験内容は予想外に高度であった…》。
この成功は将来の目的を推進するのに大いに役立ち、次の重要な段階である博士号への道を開いた。教師は通常大学教授資格か博士号の受験を選択することができる。もしファーブルが大学教授資格試験を選ぶならば膨大な知識をもたらすが、しかし個人的な研究のほうは断念せざるを得なくなる。ファーブルにとって知識を深めるとは、同時に自分のテーマで研究することである。博士号を選んだ彼の論文の主題は《多足類における生殖器官と発達の解剖学的研究》であった。パリで行なわれた博士論文の口頭審査員は、国立自然史博物館の教授ヘンリ・ミルヌ・エドワーズ、イジドール・ジョフロワ・サンティレールと植物学者のパイエーといった錚錚たるメンバーであった。慣例により、論文には第二のテーマが必要であり、ファーブルが選んだ植物学の研究は「Himantoglossum hircinum  における塊茎の研究」であった。植物学においても動物学同様、ファーブルは大学独特の表現法に従った。それは厳しい規則に則った正確な書き方が要請され、文学風の文体は認められなかった。こういった紋切り型の書体を体験したファーブルは生徒にも将来のためにそれを伝授した。これらの論文が認められ、ファーブルは博物学の博士号を取得した。
これは1855年のことであり、この年はファーブルにとって研究の面では幸運な年であった。科学アカデミー主催のモンティオン生理学賞のコンクールで彼は《良》の成績を得た。それは《ジガバチ科の本能と変態の研究》で、その年の「自然科学と動物学年報」に掲載された。このテーマは後の「昆虫記」へと大きく展開していく。
1856年9月1日に書かれた未発表の観察日誌は、昆虫記の文学調とは異なり《第一試験管、アナバチの小室から取り上げたコオロギ。第二試験管、アナバチから取り上げたコオロギ。第三試験管、自分の目の前でアナバチが刺したコオロギ。》といった文体で、麻痺による肢、触角、大顎の拍動について長くて詳しい記述が続いている。また時にはもっとも観察に困難な場所での微妙な実験をすることもある。例えば、7月23日の書き込みには、数種の膜肢目の捕食昆虫を観察するために、すぐそばの台地で守備隊が的に向けて射撃の訓練をしているイサールの森に行った。《たくさんのツチバチの雄は緩慢に地面近くを飛んでいる。少数の雌はかなり強い風にあおられて、ときどき地面に叩きつけられては頭をしばらく下げたまま動けないでいる。それを見た雄は急いで雌の上に飛び降りるが、むげにも追い払われる。この出来事は射撃の採点者の防御用の小山の少し前で始まった。冬にこの辺りを掘ってみれば必ずツチバチの繭が見つかるはずである》（観察日誌の抜粋から）。
コルシカから戻ったファーブルは、情熱の対象である虫の観察を再開し、気候が良くなると、アヴィニョンの郊外の田園やガリッグ、河岸の砂地などを徘徊し続けた。そしてしばしば妻のマリ－セザリーヌを伴って戻るカルパントラの近くでは、彼は何年か前に膜肢目の特にツチスガリの習性を発見した時の感動がよみがえってきた。正にこの時期にファーブルの昆虫学の研究に大きな影響と向上をもたらすことになる出会いがあった。以前からファーブルは、ランド地方の医者で、広い視野の昆虫学者レオン・デュフールに、いくつかの出版物を通して関心を寄せていた。
正確には1855年、デュフールは国立動物学会年報に、「ファーブル氏のツチスガリについて一言」と題した記事を書いた。こうして二人の昆虫学者は1856年からレオン・デュフールが亡くなる1865年まで、文通が続けられた。デュフールは、膜肢目の昆虫が獲物であるタマムシを、不動でしかも生きたまま保持する秘密は《保存液》によるものだと推測していた。これに対してファーブルは極めて緻密な観察に基づき、神経中枢が破壊され麻痺している犠牲者を持ってきて立証してみせた。この実験に基づいてファーブルが発表した論文はフランス学士院でも高く評価され、デュフールもファーブルの論文に感心して、ファーブルを激励する手紙を自ら書き送ったのである。以来、二人の自然科学者はお互いに深く尊敬し合う間柄となった。こうしたファーブルの動物行動学上の発見は、アヴィニョン、オランジュ、そしてセリニャンのアルマスで数十年間も続けられた。私達は未発表の多くの記述を読んで確認しているが、ファーブルに悪意を持っている人々が主張しているのとは逆に、彼は研究の対象である虫の種名については非常に正確さに気を使っていた。大都市から程遠いアヴィニョンであるが、アルマスはもっと孤立しており、ファーブルは定期的に科学者の社会と接触を保っていた。これはファーブルが熱心に書き綴ったきわめて豊富な交信が立証している。
日誌を手にした自然科学者が、いろいろの探査に歩き回った1856年から1857年にかけてが、彼の研究の外観を形作った時期であろう。この日誌を読むと作家を駆り立てた発見への熱情がひしひしと伝わってくる。日誌には、ファーブルが1856年8月と9月にレオン・デュフールに送ったいろいろな昆虫見本のリストと、スワマーダム氏とカトルファジュ氏の記事の写しを送ったことが書かれている。しかし植物学が忘れられていたわけではない。例えば、1856年7月22日には、オプンティア属（サボテン科）の雄しべの動きのオリジナルな観察が書いてある。また、オフリス属（ラン）についてはいくつかの採集リストが記録されている。ウリ科植物の巻きひげとその動きや花式図を描いている。同じく1857年の日付のある覚え書きには、数種の膜肢目のハナダカバチ，ツチバチ、ドロバチ、ルリジガバチに寄生するヒメバチ、アナバチの蛹がどのように被嚢を脱ぐか、甲虫目のハキリバチヤドリがどのように他の巣房を横取りするか、ハキリバチヤドリの蛹の生体の構造などの多くの記録が見られる。両親が住んでいるロベルティの農家に行く途中、彼は小さな左官のルリジガバチの古い巣を記述し図にも描いた。数頁あとには巣の材料、ある虫が住んでいた壁の特徴、化学反応などの記述が後の昆虫記の神髄をなす。
当時ファーブルの注意を引いた事柄で彼が興味を示さなかったものはなかった。きのこに於ても、彼は単に食べるだけではなく既に菌学者であったが、特にヴォークリューズの経済にとって重要で高価なトリュフの栽培に関心があり、1857年4月6日にはこのテーマでヴォークリューズ県立農業園芸協会で講演をしている。この研究発表は「トリュフ栽培法の解説」として出版された。
同じ時期、ファーブルは自然科学だけではなく物理学、化学、宇宙形状学、文学など多くの分野に手を染めていた。中でも数学は自分の研究に大いに役立った。ファーブルの日誌には、生徒の父親のサン・ロランが息子宛に書いた手紙の要約が記されてある《君はファーブル先生の「平行線を再生する曲線」という研究に触れているが、君の優れた先生に私からの賛辞を伝えると共に、彼の研究に役立つかもしれない次の記事を渡して欲しい》。それに引き続いて、全く同じものを再生する特性を持つ超越曲線の証明が書かれてあった。
ファーブル達がソルグ川沿いのタンチュリエー通りに住んでいたとき、二人の有名な植物学者との出会いがあった。一人はアヴィニョンの出身で、パリの「ヴィルモラン種苗会社」の植物栽培部長テオドール・ドゥラクールであった。ほどなく彼とは真の友情を結ぶことになる。二人は植物を語り、輸入によって日々大幅に増えていく庭園栽培の花の種類について話し合った。同じくファーブル達が喜んで迎えたのは、ベルナール・ヴェルロであった。彼は卓越した植物誌学者で、国立自然史博物館の植物栽培部門の最高責任者であった。ファーブルは忘れ難いヴァントウー登山に、この二人のパリジャンを伴い、途中一行は霧のせいで断崖から落ちるところであった。当時この山へはラバを使って一日がかりの登山であり、下山もほとんど同じであった。この遠足は昆虫記の中で面白く語られている。
1865年6月には優れた化学者ジャン・バチスト・デュマの助言で、昆虫学の問題に関し意見を求めるべくパスツールがファーブルを訪ねてきた。フランスでは養蚕産業が丁度繁栄していた時期であり、ヴォークリューズでは蚕に深刻な病気が発生し、1849年から被害は広がっていた。病気の蚕には黒い小さな斑点があることから、「ペブリン病」（胡椒病）と呼んだが、その本当の原因は微小藻類によるものであった。パスツールは蝶の生体や昆虫の生殖に関しては全く知らなかったが、カイコガについての知識ももちろん皆無であった。そこでファーブルは彼にカイコガのことを教示した。パスツールは簡単な解決方法、つまり健康なカイコガを病気のものから選別することを発見した。それだけで伝染病の蔓延を食い止めることができたのである。
ファーブルの生活はまだ苦しかった。時には大学で教える道を考えたが、当時の大学教育には個人財産と後ろ楯てが必要であった。それがなければ《礼服に隠れた貧乏》で、大学で正式に昇進する見込みはないと誰かに言われた。ファーブルは《知識階級の豪華絢爛には貧乏なわれわれは気をつけよう！》と、ある時人に話している。
ファーブルは創意に富んだ才能と専門分野の化学の研究を使って、染色産業で収入を得ようと考えた。染料のアカネはヴォークリューズでは格別重要な収入源であった。アカネの赤い色は、軍の歩兵の制服の生地を染めるのに使われた。アヴィニョンの一番風情のある遊歩道には、この地方にアカネを導入したアルメニア人のアルテンの像が通りを見下ろしている。アヴィニョンの郊外で栽培された「パリュス」と呼ばれたアカネの赤い根は、フランスでは最高級品であった。残念ながら自然染料の品質は、不正を働く人々によって段々と落ちていった。ファーブルはアカネの品質を検査する方法と抽出法を開発した。四つの特許を取得した彼は、これで少しは経済的に楽になると考えたが、やはり福の神とは縁がなかった。1868年にはグレーブとリーベルマンの二人が、アントラセンから合成アリザリンの製造に成功した。それによって一挙に、農家の重要な収入源や栽培に関するファーブルのアカネの研究は水泡に帰した。
科学者としての歩みの中で、彼の人に教えるという才能が多くの出来事によって開花していった。彼の優れた教育者としての才能は、特に18年間というアヴィニョン時代の多くの出来事を通して発揮された。ファーブルは、教師の勤務評定に来校した視学官のヴィクトル・デュルイを教室に迎えた。ファーブルはたちまち彼の雄弁さと該博な知識に魅せられたが、デュルイもファーブルに好意や友情さえ感じていたことを後になって知った。1867年のある日、サン・マルシアル教会の廃院にあった自然史博物館の自分の研究室で、アカネの研究をしていたファーブルの前に突然、視学官だったデュルイが表われた。彼は1863年から文部大臣になっていた。高等師範学校出の貧しい工員の息子であったデュルイは、意欲的に文部行政を指導していった。彼はファーブルの多方面にわたる研究のことを知っていた。この訪問によってファーブルはパリに召還され、そこでデュルイによってレジオンドヌ－ル勲章のシュヴァリエ章を授与された。チュイルリー宮殿に伴われ、皇帝に接見したファーブルは、ナポレオン三世の皇子の家庭教師に推された。しかし、彼はそれを辞してアヴィニョンに急ぎ帰った。
デュルイの影響によって大人のための教育方針が確立され、農村における学校の充足と女子教育の向上、教育の無償化のための法律が1867年8月10日に発布された。デュルイが示したこれらの政策理念はファーブルの思想と全く一致していた。1869年頃デュルイはファーブルに、誰でも受講できる《夜間学級》の開設を依頼した。この授業はすぐに実施され大変な成功を博した。生徒にはあらゆる分野の人々がいたが、多くの農民に混じりオック語の詩人ルマニーユ、フレデリック・ミストラル、哲学者であり数学者の英国人ジョン・スチュワート・ミルなどがいた。教科の中で特に植物学は人気が高かった。その授業がある夜は、サン・マルシアル教会の机はヴォークリューズの村々から若い女性達が持って来た花で埋まったと言われる。この夜間授業について後にファーブルは次のように書いている。《私は信念を持っていたので、全てを出しきることを厭わなかったが、これほど熱心で夢中な聴講生をみたことはない。授業のある日の特に植物学は祭りのようだった。近来の温室から持ち寄られた多くの花の山で机は隠れてしまった》（昆虫記2巻、「うちの猫の話」）。
しかし第二皇帝の統治下で、デュルイの発案によるフランスの教育の民主化は、猛烈な反対に遭い、1869年には彼を辞職にまで追い込だ。まもなく皇帝は失墜し社会は混乱に陥った。文部大臣の指揮の下でファーブルが行なった新しい教育法に対して陰謀が企てられた。ファーブルはパリの高等師範学校から、秩序を破壊する教育法だとして糾弾され、生徒達はそれに憤慨した。最近まで女子教育は修道女に任されていたが、突然ファーブルの授業は花も受精することを教えた！ファーブル達が住んでいた家の家主は、アヴィニョンの最も教会寄りの人々であった。ある日執行吏が家に来て、この月のうちに家を出ていくように勧告した。
これは家族にとって大変困難な状況であるが、反対にファーブルにとっては自由を得たことになった。アヴィニョンの帝国リセで18年間教職にあったファーブルは、その間一度の昇進も昇給もなかった。このことについて彼は書いている《大学の学士免状を何枚も積み重ね、四分の一世紀の間の貢献に対し賞賛も受けたが、私と私の家族は1600フランという金持ちの馬丁よりも少ない額を受けていた。これは教育に関しては当時恥ずかしいほどけちであったからである。それにお役所が無用な書類にこだわったためでもある。私は正規の教育を受けていない独学の徒である。この教師生活のつらい試練を本の中に忘れようとした．．．》（1巻「タマムシ殺しのツチスガリ」）。
ファーブルは教職以外に1866年からアヴィニョン市立自然史博物館の館長であった。1851年からこの博物館は、ファーブルの友人であった故エスプリ・ルキアンの名前を冠してルキアン博物館となった。1870年にファーブルが、セギャン（兄）出版社から出した「アヴィニョン周辺で観察した甲虫目の昆虫」という小さな本はルキアンに献呈した。この本は厳密な体系学の調査研究であるが実用的でもある珍しい本である。この素晴らしい自然史博物館は、動物学の豊富なコレクションや植物界、動物界、鉱物界の多くのものが収集されていることで知られている。現在でもここの植物標本はフランスに於ける一番豊かで興味のあるものだといえよう。ファーブルがいた当時、カルヴェ美術館はまだ隣にはなく、本館に続くかなり広い植物学公園が館長の管理の下にあった。ファーブルはこの博物館に1873年まで勤めた。
アヴィニョンの滞在が悲劇的な終り方をしたとはいうものの、この土地でファーブルは多くの出来事を通して自然科学への道を決心した。彼の主な昆虫学の発見の中で特に膜肢目の捕食虫の発見はアヴィニョンが始まりであった。モンティオン賞に加えて科学アカデミーは当時の学者の羨望の的であるトール賞をファーブルに授与した。またファーブルはアヴィニョンで、自分で教科書を作るといった新しい教育法を編み出し、それは教職を退くまで続けられた。

#### オランジュ: 教育作家
ファーブルは生活費を工面する必要に迫られた。ジョン・スチュワ－ト・ミルは真の友情を示し、彼に救いの手を差し伸べた。スチュアート・ミルは借用証書や担保などの一切の形式を拒否して、一時をしのぐための三千フランをファーブルに貸与した。
しかしファーブルは、今や彼にとって重要となった教科書の執筆を続けるためには、収入を伴う仕事を始めなければならなかった。シャールル・ドゥラグラヴのお蔭で、青少年のために彼は昆虫学や総合教育のシリーズ本を書き、その膨大な作品は他に類を見ないものであった。これらの作品が成功した要因は、科学的であるとともに文学的な広がりを持っていたからである。特にこのことについてファーブルは昆虫記の中で書いている《哲学を語る前に先ず生きなければならない．．中には、私の文体には荘厳さ、もっとはっきり言えば学者風の味気なさがないといって非難するものがいる。彼らは、楽に読める文章は全く真実を語る本ではないと思っている。もし私がそれを信じるならば、難解でなければ深いとは言わないのだ…そうだとも、私の表現は気障りも空虚でもなく、観察したままを記録したもので、それ以上でもそれ以下でもない…私の本心を言おう。猪たちはきれいな泉の水を濁したのだ。若者には打って付けの自然科学という学問は、細胞や原形質などを押し付けたがために、不愉快で忌まわしいものになってしまった。ときに私が何かを書くのは、本能の難しい問題を少しでも解明しようとする学者や哲学者、特に若者のためであり、かくもあなたがたに嫌悪を感じさせてしまった自然史を、好きになって貰いたかったからである。それで私は真実という厳正な領域に留まって、あなたがたの、残念ながらしばしばヒューロン語のような科学的文体とは無縁でありたいと思っている》（2巻、「アルマス」）。
それは信条の表明である！ファーブルは虫の研究と多くの分野の教科書が出版できるこの新しい生活を最終的に選んだ。彼はいま一度、不運から幸運を引き出す能力を示した。アヴィニョンの不幸な出来事は、ファーブルに不撓不屈の意志で自分を向上させた。それは自分に打ち勝つチャンスである。このような心理は人々に尊敬の念を起こさせ、それがおそらく極東の特に日本人に感銘を与えたのだろう。ファーブルの考え方は儒教の厳格さと神道の自然の掟への深い理解を合わせ持ったものである。
ルグロ博士はファーブルの伝記を二つ書いた。最初の本の扉に De fimo as excelsa 「底辺から頂上へ」とファーブルの人生を要約して書いた。ファーブルがさまざまな不幸に打ち勝って開花していったことは事実である。
自分の研究といまや重要な伝達手段となった教科書の執筆を、同時に快適に続けるためには、それにふさわしい環境が必要であった。その点についてファーブルの要求は大きかった。オランジュに移り住んだ当初ファーブルは、家族の知り合いで友人のリペール博士のところへ迎えられた。その間マリー・セザリーヌと五人の子供はカルパントラの彼女の実家に戻っていた。ファーブルは友人宅につまりお客として滞在していた。どうやって彼がこのような状況の下で、自分の研究を満足させうる環境を再建することができたのか、想像するのはかなり難しいことである。それにリペール家はかなりブルジョワの生活を送っていた。学校という拘束からついに解き放たれたファーブルは、自分の時間を昆虫の習性に合わせることしか考えなかった！かなり早期に彼はこの家を出て、家族とともにオランジュ市のコルドリエール広場に家を借りて移り住んだ。この新しい住居のよい点は、古代劇場の近くにあり、かってファーブルが古代文化と歴史に興味があったことを私達は知っている。しかし不都合なこともあった。ここは自然から程遠く騒々しかったので、静かに自然史の研究に没頭することができなかった。
やっとファーブルは、キャマレに向かう道路のラ・ヴィナールドにりっぱな屋敷を借りることができた。ここは彼の昔からの夢の一部が叶えられたところである。17世紀の終り頃に建てられたラ・ヴィナールドは広大で静かであり、家族全員が一緒にのびのびと暮しても、ファーブルの思考の妨げにはならなかった。この家は町外れにあり、広い敷地に囲まれ、オランジュに向かう道路までの間には素晴らしく大きなプラタナスの並木道があり、反対側の遮るものもない景色の中にはヴァントゥ山が見える。ファーブル夫人と大きくなった子供たちは町にも遠くなく、ファーブルは居ながらにして草を探したり虫を追ったりすることができる。ここで昆虫記の一巻目は書かれることになる。ラ・ヴィナ－ルドはクルテゾンのエティエーヌ・ヴィナールが17世紀の終りに住んでいた家である。ファーブル一家は1879年までの約9年間ここに住んでいた。この年に昆虫記十巻の作品の一巻目が世に出、ファーブルはそれに「昆虫学の思い出」と題することを望んだ。
このオランジュ滞在は終生の住家であるアルマスの生活の雛形のようなものであった。猛烈な努力の甲斐があって彼はそこにでき得るかぎりの自然環境を整えることができた。日当たりの良いガリッグは家の近くにあった。ルキャン美術館とその植物公園を1973年に退職したファーブルは、敷地内に小さな植物園を作った。忠実な友人であるヴェルロとデラクールはよく家に寄り、いろいろな珍しい植物を持って来てくれた。アドリアン・ガスパランによって持ち込まれた Maclura aurantiaca の木は今でもアルマスの庭に残っている。
ファーブルは近くのエーグ河の水の引いた川原石のある沖積層で、カルパントラ時代にレオミュールの本で出会った左官蜂の Chalicodoma muraria （カベヌリハナバチ）を見つけた。この虫の行動範囲を知るために、もう20才になった娘のアントニアと17才のアグラエの助けを得て何度も観察を繰り返した。家の側にある納屋の屋根の縁にシシリアドロヌリハナバチ【Chalicodoma sicula 】が巣を作っていた。まったく幸運であった。《巣に届くように梯子を壁に立て掛けた。娘のアグラエがこれに登って、最初の蜜蜂が戻ってくる正確な時間を確認できるようにした。蜜蜂が出ていく時間と戻ってくる時間を比較するために、暖炉の上の置時計と自分の腕時計を合わせた。このような準備が終れば、私は四十匹の「捕虜」を持ってエーグ河の沖積層でカベヌリハナバチが仕事をしている地点に赴いた。この遠出は、レオミュールの左官蜂の観察と、シシリア左官蜂を放すという二つの意味があった。このシシリア左官蜂が戻って来る距離は40キロメートルである．．．》（一巻、「実験」）
植物学の優秀な助手は家族の中にいた。アヴィニョンで1862年に生れた息子のジュルは、ヴィナールドに来た当時10才であった。5人の子供の中で、父親の研究にいちばん興味を示したのは幼いジュルである。ファーブルは彼に真の後継者を見た。植物、花、虫についての関心は無類のものであった。ファーブルは子供の教育の重要性を認識しており、多くの時間をそれに費やしたが、ジュルはとても感性が豊かであった。彼は目を閉じていても、植物に触り、香りを嗅ぐだけで多くの種を言い当てたという。
日が短くなり、夜露や雨がガリッグを生き返らせた時などには家族できのこ採りにいった。短命なきのこは記述だけでは十分ではなく、ファーブルは手に入る限のきのこを水彩画に描き始めた。彼にとって菌学はほとんど本による知識であったが、きのこの絵は少しずつ増えていった。

### セリニャンのアルマス: 実現できた夢
オランジュから県道を北東へ7キロメートルを行くと、葡萄畑の上にセリニャンの屋根と黄土色の壁が表われてくる。東方には特にミストラル（プロヴァンスの大風）が吹き荒れる時には、ファーブルの愛するヴァントゥ山と、その前のひどく侵食された真っ白なモンミラーユのぎざぎざ峰の輪郭がくっきりと見える。この地方は、クレレット、グルナッシュ、イザベル、ジャッケズといった品種の葡萄栽培で知られていた。19世紀の終りには、この辺の住民は特に葡萄、それに生糸の撚糸、オリーヴ油で生計を立てていた。この村は今日でもまだほとんど昔のままの姿を留めている。
ファーブル夫妻は、セリニャンの外れに売りに出された地所があるのを知るとすぐ見学に行った。そこは近所から離れており、蝉や夜鳴きウグイスの鳴き声だけがうるさいといった所だったので、彼らはたちまち気に入った。そこで1879年3月の初めには証書に署名し、待つこともなくそこに移ってきた。
これが最後の引越しで、新しい世界での長くて豊かなエピソードの始まりである。40年前サン・レオンスを両親と出た時の苦難の彷徨とは何という違いであろう。2年前、突然のジュルの死に致命的な打撃を受けたファーブルは、不幸で苦い人生の経験によってかつてないほどの強靭さを得た。やっと巡ってきた穏やかな新しい人生に毅然と立ち向かっていった。
ファーブル夫妻は、セリニャンの外れに売りに出された地所があるのを知るとすぐ見学に行った。そこは近所から離れており、蝉や夜鳴きウグイスの鳴き声だけがうるさいといった所だったので、彼らはたちまち気に入った。そこで1879年3月の初めには証書に署名し、待つこともなくそこに移ってきた。
《 Hoc erat in votis、これだ、私が欲しかったのは》、とファーブルは昆虫記第2巻の導入部に書いている。この95アールほどの土地の大半は、何本かの木が植わった荒れ地で、虫や鳥の天国であり、それがファーブル夫妻の気に入った。桃色の壁の美しい家は、東と西に独立した別館があり、大きすぎも小さすぎもしない丁度の大きさで、乾いた堅固な石灰質の土地に建てられていた。家の前には冷たい水をたたえた湧き水の池があり、夏になると両生類やあらゆる小さな生き物がお客であった。窓の前の二本のプラタナスがなかったならば、家の中の涼気は吹っ飛んで夏の暑さに苦しめられるだろう。こういったものすべてが幸福と思索の隠れ家を構成していた。
ファーブル夫人と娘たちは、すばやく家の中心部を占領した。彼女たちは内部を快適に改造するために、いくつかの素晴らしい作業をした。女性の手は、酷暑やミストラルが吹きつけるしつこい寒さを遮断するために、たちまち必要なところにカーテンを取り付けた。
昆虫学者の要求の応えたこの素晴らしい自然環境と条件について少し話す価値があると思う。ファーブルは科学者となってからずうっと、幸せな家族が寄り添った静かな環境の中で、昆虫学の野外実験場を作ることを望んでいた。孤立した生活は家族のつながりを緊密にしたといえる。一見ファーブルには、孤立したいという欲望と同時に他人に自分の意思を伝えたいというある種の両義性が見られる。アルマスの新しい生活の中で、家族を除けば友人達は大きな位置を占めていた。思索的だが楽天家でもあり、時には無愛想なこの繊細な神経の持ち主は、アルマスで静寂だが孤独ではない生活を送った。ファーブルは人であれ、場所であれ本物を求めており、彼の価値観は他人のそれとは異なっていた。アルマスの門は友達には開かれているが、それ以外には誰も入ることができなかった。半世紀もの間待ちわびたこの条件と場所で、かれの作品は作られていった《ここなら通行人に邪魔されることもなく、ジガバチやアナバチに問いかけたり、難しい対話を実験を通して質問したり、答えさせたりすることに専念できる。ここならば時間を食う遠征や、忙しく動き廻って神経をすり減らすこともなく、攻撃の作戦を練ったり罠をかけて、毎日いつでもその経過をたどることができる。Hoc verat in votis、そうだ、これが私の願いであり、あたため続けてきた夢であり、いつも未来のあいまいさの中に紛れていた夢であった》（2巻、「アルマス」）。

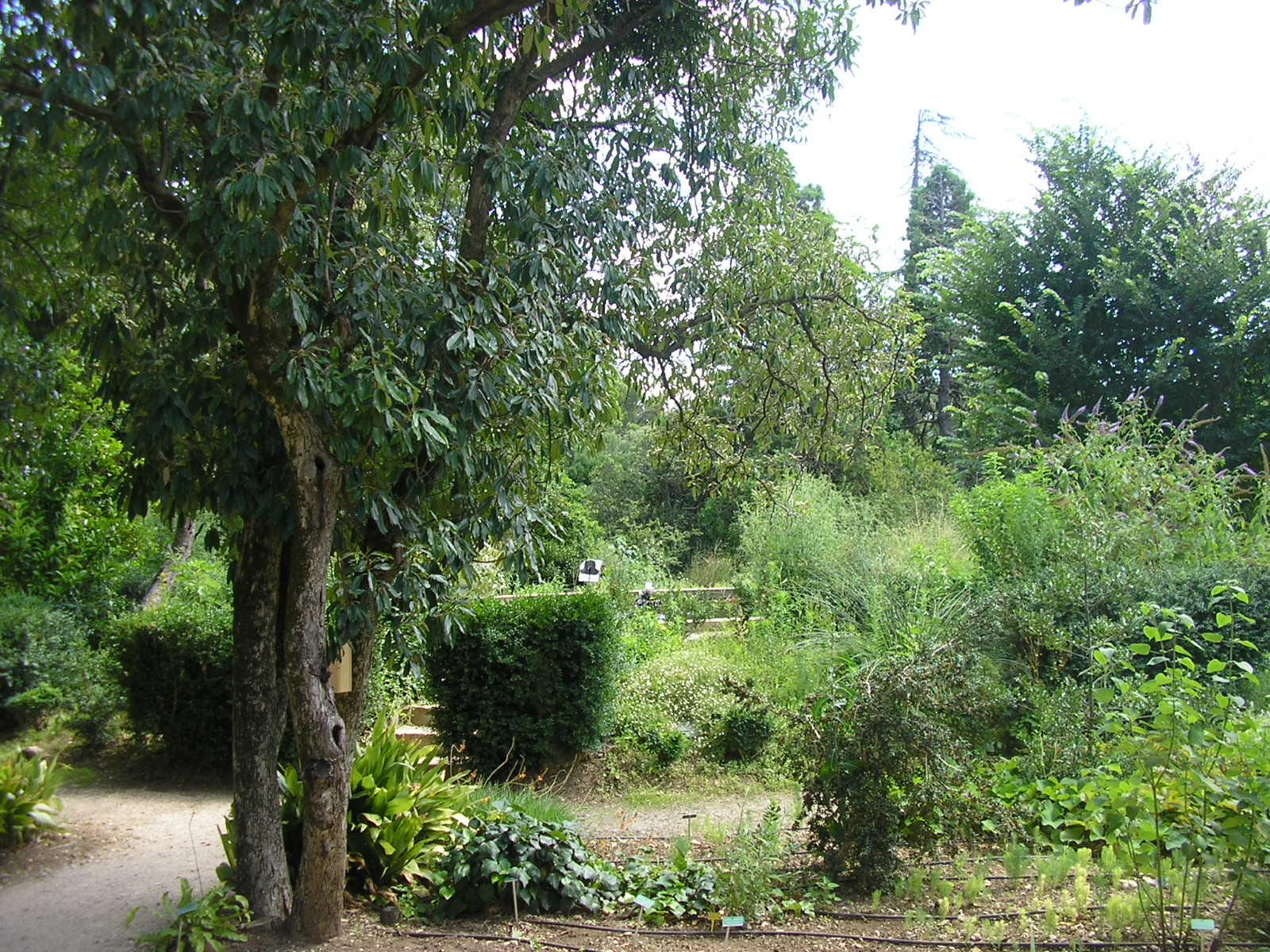
セリニアンにあるアルマス・ドゥ・ファーブル（Harmas Jean-Henri Fabre）の庭

1879年、56歳の時セリニアンに移り住んで、後（1885年、62歳）に最初の妻マリー（64歳）を病気で失い、1887年、64歳で23歳の村の娘ジョゼフィーヌ・ドーテルと再婚する。年齢差40に近いこの結婚が保守的な村人からあまり祝福されず、結婚後しばらくの間アルマスの屋敷に石が投げ込まれることもあった。もっとも再婚した妻との間にも3人の子に恵まれ（1888、1890、1893）、家族は8人の大所帯となる。ファーブルは亡妻マリーとの間に7人、後妻のジョゼフィーヌとの間に3人と生涯で10人の子に恵まれたが、最終的にマリーとの子6人に先立たれた（0 - 51歳）。前述にもあるように、1877年にファーブル同様に昆虫や植物に傾倒していた次男ジュールに先立たれた衝撃はとりわけ大きく、『昆虫記』第2巻ではジュールへの献辞を付している。
ファーブルが自らアルマスと名付けたセリニアンの自宅には1ヘクタールの裏庭があり、ファーブルは世界中から様々な草木を取り寄せて庭に植え付けると共に様々な仕掛けを設置した。以後、死去までの36年間、彼はこの裏庭を中心として昆虫の研究に没頭した。
この時期にファーブルはオオクジャクヤママユの研究から、メスには一種の匂い（現在でいうフェロモン）があり、オスはその匂いに引かれて相手を探し出すということを突き止めた。試しに部屋にメスのヤママユを置いて一晩窓を開けていると、翌日60匹ものオスのヤママユが部屋を乱舞したという。
ファーブルはセリニアン移住後から徐々に有名になっていったのだが、年金による収入はなく、『昆虫記』ほか科学啓蒙書の売れ行きも出版当初は必ずしも芳しくなく、さらには教職を辞しお金に苦労していた頃の話が、有名になった後も噂として伝わったので、極貧生活にあえいでいると、この当時からすでに誤解されていた。しかしセリニアン移住後のファーブル家は、極貧どころか使用人を雇える余裕すらあった。後妻 Marie Joséphine Daudel マリー・ジョゼフィーヌ・ドーデルも、そのようにしてファーブル家に雇われていた家政婦だった。また終の棲家となったアルマスも、元々は陸軍旅団長という高級将校の居館で、その地方ではお屋敷と呼ばれるに相応しい邸宅であった。さらにファーブルが極貧にあえいでいるとの噂を聞きつけフランス全土のみならず、ファーブルがどこよりも忌み嫌ったプロシアからすらも多額の義援金がファーブルの元に送付されたが、こうした人の情けを嫌う彼の性格もあり、それらは全て差出人に送り返されている。
このころヨーロッパ全土にファーブルを救えという運動が起き、1910年、当時のフランス大統領レーモン・ポアンカレはそれに応えるように、ファーブルに年2,000フランの年金と第5等のレジオンドヌール勲章を与えた。当時85歳を超えていたファーブルだが、最晩年にしてようやく名誉を回復したが、自身は高齢と健康を損なっていたこともあり、横になったままの時期が多くなっていく。1912年、90歳近かったファーブルは40歳年下だった後妻ジョゼフィーヌにも先立たれている。さらに1914年に第一次世界大戦が勃発すると末息子のポール（後妻ジョゼフィーヌとの間の子）も徴兵されてしまった。
1915年5月、既に歩行もままならなくなっていたファーブルは担架に乗せられて、アルマスの庭を一巡りする（彼にとって最後の野外活動となった）。同年10月11日、老衰と尿毒症のため死去（満91歳没）。

## 昆虫の習性研究
ファーブルはフンコロガシが大好きだったようで、昆虫記の第1巻はフンコロガシで始まり、後に再びフンコロガシの子育てについて追記している。その他の糞虫についても、子を守る行動などを詳しく記録している。また、ハチについては多くの種の行動を記録した。特に、狩りバチの習性、狩りの方法などについて詳しく報告している。狩り蜂が獲物を麻酔することは、彼の発見になるところである。また、彼はヌリハナバチを用いての帰巣実験も行なっている。自宅庭で飼育していたヌリハナバチに塗料をつけて自宅から4km程離れた川原で放し、どれ位の蜂が巣に帰ってこられるかを実験した。
それらの研究を通して、彼は昆虫の行動を支える本能というものについて、深く考えようとした。
ファーブルは自分の研究した多くの昆虫について、学術論文ではなく読み物の形で世に送り出した。彼には多くのファンがいたが、その多くは科学者ではなかった。1910年に開かれた「感謝の会 ファーブルの日」にはロマン・ロラン、メーテルリンク、エドモン・ロスタンなど名だたる文豪が参加した。彼に対してノーベル文学賞を与えるべきとの声があった程である（実際にはそれは叶わなかった）。
ただ、そこで問題とされたのは、彼が見ていないこと、想像したことをも、実際に見たかのように思える書き方をしている場合があることである。このような点で、科学者としてのファーブルを支持しない向きもある。
たとえばナガコガネグモの項では、その卵嚢が破裂して子供を外に出すかのような記述があるが、これは完全な創作らしい。日本語訳、特に子供向けではこの下りは省略されていることが多い。他にもナガコガネグモについては疑問のある記述が多く、それについては該当の項を参照されたい。それほど極端ではなくとも、第一巻第二章（虫籠）でタマコロガシが子供のための糞玉を作るに違いないが、それはいまだ見つけられていないことを説明した後、それはこのようなものであろう、という予想について極めて微にいり細にいり説明している。もちろんそれは予想であることを断った上のことであるが、しかし数種の糞虫についての観察を継ぎ合わせたもの、と言っているから、それなりの根拠があるように見える。しかし、後に発見されたものは随分と異なったものであった。こういったことは、他の観察の信頼度をも下げることとなろう。
他方、習性の研究と言うと、ただ漫然と昆虫を眺め、それを記録しただけのように見えるが、ファーブルは行動の研究に実験的手法を持ち込んだ点で、先進的であった。飼育する場合でも、必ず何通りかの対象を置いて、信頼性を確保しようとしている。例えば土の中に巣を作る虫を観察するために、瓶に虫を入れて紙で覆って暗くしておく場合は外で植木鉢に巣を作らせ、同じ時期に鉢をひっくり返し瓶の中と同じ状態であることを確認するという具合である。「その態度は現代のナチュラリストよりもはるかに機械論的」との評もある。

## 進化論への批判
カトリック教徒であったファーブルは、他方で進化論に対して非常に強く反対意見を持っていた。『昆虫記』の中で、再三そのことに触れており、特にチャールズ・ダーウィンの祖父エラズマス・ダーウィンの観念的な進化論には強い批判を記している。ファーブルはチャールズとは親交があり、チャールズも彼を「たぐいまれなる観察家」と高く評価したが、彼は進化論への批判をやめなかった。
ファーブルが行った批判のひとつに狩りバチの例がある。例えば「進化論へのお灸」と題した章がある。ここで彼は進化論を現実から乖離させた概念のお遊びであると非難し、具体的な問題提起として、アナバチの例を挙げている。彼の知る何種かが近縁であることは形態等から明らかであるから、進化論的にはそれらに共通祖先があったことが想定される。しかし現実の種はそれぞれに別な固有の獲物（ある種はコオロギ、別の種はキリギリスモドキ、また別の種はカマキリ類）を狩る。では、それらの祖先はいったい何を狩っていたのか、と問い、もし祖先の中から特定の獲物を狩るものが出たのだとすれば、祖先はそれら全部を獲物の選択肢にしていたことになる、とすれば、多様な獲物を狩れる中から、限られたものしか狩れない者が出てくるのでは、明らかに進化しているものの方が不自由であり、変であると論じる。もし、祖先がある1つの獲物を狩っていたとしても、そこから現在のさまざまな種が出る間には、複数種を狩れる段階があったはずであり、同じ問題を生じる。
狩りバチはその種によって特定のイモムシなどの昆虫を捕まえ、幼虫の餌にするために神経節を針で刺して麻酔する。そのために、決まった種のイモムシを決まった場所で探し、見つけたら決まった方法で攻撃し、決まった場所を針で刺さねばならない。しかも、昆虫は学びもせず、それを生まれつき行う。もし、これらの行動のどれか一つが欠けても、この昆虫の習性は完成しないのである。だとすれば、進化する途中の狩りバチなどあり得ないのではないかというのである。
ファーブルが進化論に対して抱いた疑問は、狩りバチの狭食性に対するそれのような的外れなものもあるが、何よりも現実の生物の観察研究に裏打ちされていたという点で、進化論への鋭い洞察力の賜物であったといえる。

## その他

### パスツールとのやりとり
1865年に微生物学者のルイ・パスツールが蚕の病気の研究を行うことになったとき、ファーブルを訪ね、蚕についての基礎知識を得たという。ところが、パスツールはその時まで蚕の繭は蚕の幼虫が蛹になるために作るものだと言うことすら知らず、繭の中に蛹があることをこのとき初めて知ったので、ファーブルはたいそう驚くとともに、そこまで基礎知識を欠きながらも蚕の病原体の研究に挑もうとする蛮勇にむしろ感動したと昆虫記の中で述べている。しかし、既に学者として社会的に成功していたパスツールは、このときファーブルがどんな処に住んでいるかを実見しながらも「酒倉を見せてくれ」と、場を読まない話題をふって、ファーブルに少々気分を害させてもいる。その後、パスツールはカイコの微粒子病病原体を発見している。

### ジャン・アンリ・ファーブルの菌学の作品
菌学者ジャン・アンリ・ファーブル！実際には、彼をこう呼んでも別に驚くことではないのだが、かの有名な大作である昆虫学の著作に隠れて、彼がキノコに興味を持っていたことはほとんど知られていないからである。いつの時代にも、キノコは人に不思議な魅力を感じさせてきた。ギリシャ・ローマ時代の作家達はキノコについて多くの突飛な理論をでっちあげたし、また今日でも、自分の庭にキノコが生えているのを見ると嬉しい驚きを覚える。さらに森の小道などでふと遠くにキノコを見つけて駆けつけ「ああ、ツマラナイタケだ！」と足蹴にしたとしても、それもやはりキノコに魅せられた証だと言えよう。
私達でもこうなのだから、自然に対する旺盛な好奇心の持ち主のファーブルが、キノコに大きな関心を持ったのもまったく当然であり、もちろんそれは幼い頃からであったとファーブルは晩年語っている。
《穴をあけた箱に山査子の花床を敷いて、コフキコガネとハナムグリを有頂天になって飼っていた子供の楽しみである虫とほとんど同じくらいに、小鳥もまた、その巣だの卵だの、開いた黄色い嘴だのが、たまらない誘惑であったが、同じくキノコも、そのさまざまな色彩で幼い頃から私を惹きつけていた。やっとズボン吊りを着け始めたころの、そしてちんぷんかんぷんの文字がどうにか解りかけてきた頃の無邪気な少年であった私が、初めて見つけた鳥の巣と初めて摘んだキノコを前にして、胸が高鳴ったのを今でも思い出す。子供にとって重大な出来事を語ろう。老いると昔のことを話すのがすきである．．．
《．．．小川の向こうには、幹が柱のようにつるつるしたブナの林がある。堂 たる枝ぶりの豊かな葉の繁りの中では、ハシボソガラスがガアーガアー鳴いたり、新しく生えかわった羽に混じる古い羽を、翼から引き抜いたりしている。地面は苔の絨緞で覆われている。この柔らかい敷物の上に足を数歩踏み入れたとたん、離れた鶏が産み落としていった卵といった風情の、まだ傘の開いていないキノコが見つかる。これが私が初めて採ったキノコであり、観察力の目覚めともいえる漠然とした好奇心から、その構造を調べようと指の間に挟んで裏返したり戻したりした最初のキノコである。
《やがて大きさや形や色の異なる別のものが見つかった。それは初心者にとって全く目のごちそうであった。釣鐘形、ろうそく消し、コップの形に細工したようなものがあった。また紡錘形に引き伸ばされたり、漏斗のように真ん中がくぼんでいたり、半球形のように円いものもあった。また別のキノコで、たちまち青色に変わるものも見つけた。腐って蛆がうようよしている崩れかかった大きなものもあった。
《また別のものは、洋梨の形をしており、からからに乾いて、てっぺんには円い穴が開いている。指先でその腹を軽くたたいてみると、この穴は煙突のように煙をはき出した。これが一番奇妙なキノコだ。中身がなくなってほとんど火口のようになるまで、いつでも好きなだけ煙を出させられるように、ポケットに詰められるだけ詰め込んだ。
《この歓喜の林のえもいえぬ楽しさ！何回も私は、この最初の幸運な発見をした場所に戻っていった。そこで、私は最初のキノコの授業をハシボソガラスと一緒に受けたのである。私が採集したものは、当然ながら家では受け入れられなかった。キノコつまりプロヴァンス語の Boutorel は、中毒を起こす悪いヤツだと皆が言っている。母親は詳しく知ろうともせず、初めからキノコを食卓に寄せつけなかった。こんなに感じのよい Boutorel が、どうして皆が言うような悪戯をするのか、私には全く分からなかった。しかし両親の経験を聞き入れたので、この毒殺者との軽率な関係からは何の危険も生 じなかった。
《このブナ林へ何回も通っているうちに、私はそこで見つけた物を三つのカテゴリーに区別することができた。一つ目は、これはかなりの数であるが、キノコの下側に放射線状のひだがあった。二つ目は、下面がやっと見分けがつく小さな穴だらけの厚いクッションで裏張りをされたものであった。三つ目は、猫の舌の乳頭突起のような小さな刺で覆われていた。記憶を助けるための整理が必要であり、私は一つの分類法を発明した。
《かなり後になって、何冊かの小さな本が手に入り、それを読んだ私は、そこに私の三つの分類法がすでに記されているのを知った。しかもそれらにはラテン名 さえ付いていたので、いたく私の気に入った。この分類は、私に最初のラテン語のthème（自国語→外国語への翻訳）とversion （外国語→自国語への翻訳）を与えてくれたことによって高貴なものになり、また司祭様がミサのときに使うこの古代の言葉によってさらに輝か しくなったので、私のキノコに寄せる尊敬はいっそう高まった。こうして学者のように呼ばれるからには、キノコはきっと偉いに違いない。
《同じ本には、私に煙突の煙だしを堪能させたキノコの名前が出ていた。それは狼のすかしっぺと呼ばれていた。この用語はあまり私の気に入らなかった。なんだか悪い仲間の匂いがする。その横に Lycoperdon という品のよさそうな呼称が見つかった。しかしそれも結局は見かけだけであった。ギリシャ語の語源によれば Lycoperdon とは、まさしく狼のすかしっぺであることを、私はのちになって知った。植物の名前には訳が適切ではないものが多い。植物学の古代の遺贈は現在のものほど控え目ではなく、時には品位を欠いた粗雑で大胆な言葉を保持していることがある。
《子供の探求心から、独り、キノコを知ろうと学んでいた素晴らしいあの時代は、何と遠くになってしまったことか！ Eheu, fugaces labuntur anni、「ああ、年月ははかなく過ぎ去ることよ」とホラティウスは言った。おお然り！月日というのは、とりわけ人生の終りに近づけば近づくほど早く経ってしまうものだ》（10巻、「幼年時代の思い出」）。
これらの思い出から、ファーブルがキノコを単に自然にあるありふれた物として見ていたのではなく、逆に、彼にとっては心を傾けられる重要なことの一つであった。《熱心な植物学者にとって、ここはうっとりするような地方あり、私は一か月、二か月、三か月、いや一年、独りで、たった独りで、樫の上で鳴いているハシボソガラスとカケスだけを仲間として過したい。苔の下に美しいオレンジ色、白色、桃色のキノコが、そして野には、小さな花がありさえすれば、私は一時も退屈することはないだろう》（ジャン・アンリ・ファーブルから弟フレデリックに当てた手紙、カルパントラ、1846年）。

### オック語の詩と歌
ファーブルの時代は、南フランスで使われていたオック語が徐々にフランス語（オイル語）に取って代わられる時期で、ファーブルはオック語の保護運動（フェリブリージュ）に参加しており、沢山のオック語の詩や歌も書いている。

### ファーブルの知名度
アヴィニョンには現在ファーブルの功績を称えて、Rue Henri Fabre（アンリ・ファーブル通り）と名のついた道があるほか、パリにも蚤の市で有名なクリニャンクール（Clignancourt）に Rue Jean-Henri Fabre 通りがある。だが、皮肉なことにそれら道を行き交うほとんどの人が、「アンリ・ファーブル」が誰であるか知らないと言われている。さらに、ほとんどのフランス人はファーブルが何者であるかを知らない、とも言われている。

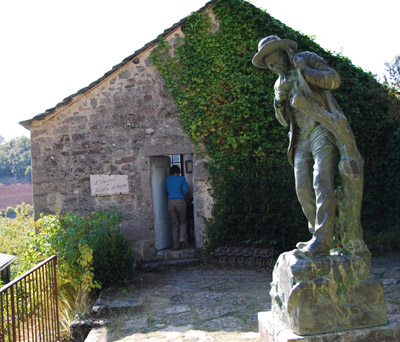
サン・レオンのファーブルの生家と銅像

ファーブルの生地であるサン・レオンにもファーブルの功績を称えて銅像が立てられた。第二次世界大戦時に進駐してきたナチス・ドイツによって、武器の材料として接収されたが、その後レジスタンスによって奪還されて地中に秘匿され、今は彼の生家の庭にたたずんでいる。
なお、日本、韓国、中国、ロシアなどではファーブルの『昆虫記』を題材にした子供用の本が発行されていて、読まれ、彼の名は一般大衆に広く知られている。しかし、フランス、ドイツ、英米などではそういった本はなく、彼の名はそれほどよく知られていない。日本語ではなぜ「アンリ・ファーブル」と呼ばれるようになったかは不明。

## 昆虫記

### 『昆虫記』の日本語訳をした日本人
- 大杉栄 - 初めて昆虫記を訳した人物。
- 小出正吾 - 『ファブル昆虫記物語』 - 国立国会図書館
- 平野威馬雄 - 『ファブル昆虫記 少年少女のために』 - 国立国会図書館
- 林達夫 岩波書店のち岩波文庫
- 山田吉彦 児童向けの訳書もある。
- 古川晴男 偕成社から『少年少女ファーブル昆虫記』を訳出、ロングセラーとなっている。
- 奥本大三郎 - 『完訳版 ファーブル昆虫記』全10巻（20分冊）、集英社、2005-2017菊池寛賞
- 中村浩、江口清 講談社青い鳥文庫ほか
- 大岡信 岩波少年文庫、榊原晃三 偕成社
- 利恵 & Daniel Guez 『ジャン・アンリ・ファ－ブルの きのこ』 同朋社（Editions Citadelles) 出版 1992年[21]

### 他の著書の日本語訳
- 『ファーブル植物記』日高敏隆・林瑞枝訳、平凡社 1991年／平凡社ライブラリー上下 2007年
- 『ジャン・アンリ・ファーブルの きのこ』Claude Caussanel [クロ－ド・コサネル] (著), 利恵 Guez (翻訳), Daniel Guez (翻訳) 同朋社（Editions CITADELLES）出版 1992年, 国立自然史博物館教授, 昆虫学研究所長, ファ－ブルのアルマス博物館長[22]
- 『昆虫 ファーブルの写真集』実子のポール・アンリ・ファーブルと共著、山内了一訳・解説 新樹社、2008年
- 『ファーブル博物記』松原秀一ほか訳、岩波書店全6巻 児童向けの抄訳
- 『科学の不思議』 大杉栄、伊藤野枝訳、アルス、1923年、科学の不思議 - 青空文庫

## 評伝・研究
- G・V・ルグロ『ファーブルの生涯』 平野威馬雄訳 藤森書店 1976年／ちくま文庫 1988年
訳者の平野威馬雄はヘンリー・パイク・ブイと、日本人の妻との間に産まれた息子。ヘンリー・パイク・ブイは法学者、ヴァイオリン奏者で、1868年にファーブルが皇帝ナポレオン3世からレジオンドヌール勲章を受けた時に同時に皇帝に拝謁している。拝謁以降ファーブルと交友をもった。平野自身は父とは違い、ファーブルと直接の面識はないが、大杉栄との交流の縁でファーブル関連著書の翻訳をいくつか行っている。ルグロはファーブルの晩年親しく交友を持ち、弟子を自認していた人物で、評伝の巻頭にはファーブル自身の感謝の言葉がある。
- G・V・ルグロ『ファーブル伝』 平岡昇・野沢協訳、白水社 1960年。別訳版
- ジョルジュ=ヴィクトール・ルグロ 『ファーブル伝』奥本大三郎訳、集英社 2021年。新訳版
- 『日高敏隆選集7 帰ってきたファーブル』 ランダムハウス講談社 2008年
- 奥本大三郎『伝記 虫の詩人の生涯』 ファーブル昆虫記8 集英社、1991年／昆虫記6 集英社文庫、1996年
- ファーブル（1951年の伝記映画）